# 橋本ときお
橋本 ときお（はしもと ときお、本名・登喜男、1933年11月15日 - ）は、日本の児童文学作家。

## 来歴・人物
石川県珠洲郡（現在の珠洲市）生まれ。金沢大学教育学部卒。地元の小学校に勤務、旧粟津小学校長等を務める。
1957年「石川児童文学集団」、1959年「北陸児童文学協会」を設立し、代表となる。機関紙『つのぶえ』を刊行。『ひとりぼっちの政一』が読書感想文指定図書となる。
2011年瑞宝双光章受章。

## 著書
- 『トキのいる山』（梶山俊夫画、牧書店、新少年少女教養文庫） 1970
- 『ひとりぼっちの政一』（北島新平画、牧書店、新少年少女教養文庫） 1971、のちアリス館より復刻
- 『百様タイコ』（北島新平画、牧書店、新少年少女教養文庫） 1972
- 『わんぱくクラスは26人』（熊谷よしゆき画、牧書店、新少年少女教養文庫） 1973
- 『ユキエちゃんをさがせ - ちんこい村のものがたり』（津田魯冬画、ポプラ社、絵本・こどもの世界） 1980
- 『ヒデオのひみつ』（原ゆたか画、学校図書、学図の新しい創作シリーズ） 1982

## 参考
- 『日本児童文学大事典』（大日本図書） 1993